# Mario Iovine
Mario Iovine (San Cipriano d'Aversa, 15 marzo 1938 – Cascais, 6 marzo 1991) è stato un mafioso italiano, appartenente al clan dei Casalesi, boss e braccio destro di Antonio Bardellino, fondatore del clan. Insieme con Antonio Bardellino e gli altri clan di camorra dell'agro aversano, costituì la cosiddetta Nuova Famiglia, che si contrapponeva alla Nuova Camorra Organizzata di Raffaele Cutolo. La guerra, scoppiata tra la fine degli anni settanta e l'inizio degli anni ottanta, provocò centinaia di morti che terminò nel 1991. Quando è stato arrestato nel 1989, Iovine era considerato il maggiore esponente della camorra locale ed era nella lista dei camorristi più ricercati dalle forze dell'ordine, insieme a nomi del calibro di Lorenzo Nuvoletta e Carmine Alfieri. Venne ucciso in una cabina telefonica a Cascais in Portogallo.

## Biografia

### La scissione della Nuova Famiglia
Iovine, Bardellino e gli altri capi-clan, coalizzati nella Nuova Famiglia, dopo aver sconfitto la Nuova Camorra Organizzata dovettero affrontare dei contrasti all'interno del gruppo vincente. Da una parte i Bardellino e le altre fedelissime famiglie e dall'altra i Nuvoletta. Anche stavolta Mario Iovine si schierò con Antonio Bardellino per contrastare i fratelli Nuvoletta di Marano di Napoli. La faida interna scoppiò il 10 giugno 1984, quando gli uomini di Bardellino ammazzarono Ciro Nuvoletta, uno dei fratelli. Dopo una scia di morti (fra criminali e innocenti) anche stavolta il duo Iovine-Bardellino si dimostrò imbattibile.

### L'omicidio di Bardellino e l'ascesa
Il 26 maggio 1988 Mario Iovine uccise Antonio Bardellino, per vendicare l'omicidio di suo fratello Domenico, detto "Mimì", ordinato proprio da Bardellino. Appoggiato dai boss Francesco Schiavone e Vincenzo De Falco, Iovine convinse Bardellino, facendogli credere che aveva l'Interpol alle costole, a spostarsi da Santo Domingo, dove viveva con la sua amante, al Brasile, dove condividevano un villino a Búzios, località alla periferia di Rio de Janeiro. Arrivato in Brasile anche Iovine, quest'ultimo si reca alla villa, dove trova il boss e lo uccide. Probabilmente "Marittiello" usò per l'omicidio un martello da muratore. In molti usano il condizionale perché il corpo di Bardellino non venne mai ritrovato.
La morte di Bardellino, e di tutti i suoi fedelissimi, permise l'ascesa di nuovi boss: in prima linea c'era Mario Iovine (soprannominato "Marittiello") al cui fianco emergevano Francesco Schiavone (alias "Sandokan"), Francesco Bidognetti (soprannominato "Cicciotto 'e Mezzanotte") e Vincenzo De Falco (detto "'o Fuggiasco"). Sotto il regno di Bardellino erano dei semplici luogotenenti, ma dopo l'eliminazione del vecchio padrino, divennero dei veri e propri capi. Il 27 agosto 1989 Iovine è stato arrestato in una lussuosa villa a Solliès-Pont in Francia, dopo aver vissuto 10 anni da latitante. Iovine, divenuto l'erede di Bardellino, non aveva l'autorità necessaria a tenerli sotto controllo. Fu per la mancanza dell'autorità di Iovine, che dal 1991 al 1994, scoppierà una nuova faida interna contro la fazione di Vincenzo De Falco.

### I contrasti tra gli Schiavone e i De Falco
Francesco Schiavone e Francesco Bidognetti sospettavano che Vincenzo De Falco non spartisse con loro i soldi provenienti dagli appalti pubblici truccati, di cui De Falco era il principale amministratore del clan. Incominciarono così le prime ipotesi di ucciderlo. Il 13 dicembre 1990 si organizzò una riunione chiarificatrice, a casa del vicesindaco democristiano di Casal di Principe, Gaetano Corvino, a cui presero parte tutti i maggiori esponenti del clan compreso Iovine. Tutti tranne De Falco, che avendo capito che forse Iovine e gli altri avevano intenzione di eliminarlo, non si presentò. Al suo posto fece irruzione l'Arma dei Carabinieri che li arrestò tutti, tranne Iovine, che riuscì a scappare da una finestra. Schiavone e Bidognetti non ebbero dubbi, fu De Falco a fare la "soffiata" ai Carabinieri; quest'ultimo venne ammazzato da raffiche di mitra il 2 febbraio 1991 a Casal di Principe, mentre era alla guida della sua auto. L'omicidio determinò un vortice di vendette e numerosissimi morti.

### L'omicidio
Mario Iovine venne assassinato il 6 marzo 1991 con due colpi di revolver, uno gli trapassò l'occhio destro, l'altro lo colpì allo stomaco; il cadavere venne ritrovato dalla polizia portoghese a Cascais, a 30 km da Lisbona. Il mandante dell'omicidio fu Nunzio De Falco, per vendicare la morte del fratello Vincenzo. In tasca "Marittiello" aveva una falsa carta d'identità intestata a Pasquale Martino, incensurato di San Cipriano d'Aversa. Gli inquirenti accertarono che si trattava del boss dopo aver contattato gli investigatori del Nucleo Centrale Anticrimine di Roma. Dopo l'omicidio di Iovine, si scatenerà una sanguinosa guerra tra gli Schiavone e i De Falco.